# 博爾謝夫卡河
博爾謝夫卡河是波蘭的河流，位於該國北部濱海省，由韋伊海羅沃縣負責管轄，屬於雷達河的支流，河道全長31公里。